# Kalaallitkigun
Kalaallitkigun — вимерлий рід хараміїдних ссавцеподібних тварин із пізнього тріасу Ґренландії. Рід містить єдиний вид Kalaallitkigun jenkinsi, який був описаний у 2020 році з останків, знайдених у формації Флемінг-фіорд. Голотип і єдиний відомий зразок складається з часткового зубного ряду, що зберігає премоляр і моляр.

## Етимологія
Із інуітської мови Kalaallit — «Ґренландія», kigun — «зуб». Видовим епітетом jenkinsi вшановано Фаріша А. Дженкінса-молодшого (англ. Farish A. Jenkins, Jr.), колишнього професора Гарвардського університету, який присвятив свою видатну кар'єру вивченню мезозойських ссавців, функціональної анатомії 4-ногих і який відкрив перші скам'янілості ссавцеподібних пізнього тріасу Ґренландії.